# Dorus de Vries
Dorus de Vries (Beverwijk, Países Bajos, 29 de diciembre de 1980) es un exfutbolista neerlandés. Jugaba de portero y su último equipo fue el Celtic F.C. de Escocia.

## Selección nacional
Ha sido internacional con la selección de fútbol sub-21 de los Países Bajos.[cita requerida]

## Clubes
| Club                    | País         | Año       |
| ----------------------- | ------------ | --------- |
| Stormvogels Telstar     | Países Bajos | 1999-2003 |
| ADO Den Haag            | Países Bajos | 2003-2006 |
| Dunfermline Athletic    | Escocia      | 2006-2007 |
| Swansea City            | Gales        | 2007-2011 |
| Wolverhampton Wanderers | Inglaterra   | 2011-2013 |
| Nottingham Forest       | Inglaterra   | 2013-2016 |
| Celtic                  | Escocia      | 2016-2019 |

## Palmarés

### Campeonatos nacionales
| Título               | Club        | País    | Año     |
| -------------------- | ----------- | ------- | ------- |
| Scottish Premiership | Celtic F.C. | Escocia | 2016-17 |
| Copa de Escocia      | Celtic F.C. | Escocia | 2016-17 |
| Copa de la Liga      | Celtic F.C. | Escocia | 2016-17 |
| Copa de la Liga      | Celtic F.C. | Escocia | 2017-18 |
| Scottish Premiership | Celtic F.C. | Escocia | 2017-18 |
| Copa de Escocia      | Celtic F.C. | Escocia | 2017-18 |
| Copa de la Liga      | Celtic F.C. | Escocia | 2018-19 |
| Scottish Premiership | Celtic F.C. | Escocia | 2018-19 |
| Copa de Escocia      | Celtic F.C. | Escocia | 2018-19 |